# Argumentum ad crumenam
O apelo à riqueza (idolatria) é uma expressão latina: argumentum ad crumenam, que consiste na tendencia de darem razão ao mais privilegiado, também chamado de argumento da bolsa, é uma falácia que se usa da superioridade monetária de um argumentador para defender uma ideia sem antes prestar argumentos válidos sobre essa.. O oposto dessa falácia é o argumentum ad lazarum ou apelo à pobreza.

## Uso do apelo à riqueza
O apelo à riqueza é a técnica de criar ou aproveitar-se de falhas perceptivas, considerando somente o fato de o argumentador ser mais rico, mais bonito ou mais famoso para dar-lhe razão às suas ideias e argumentos. Essa falácia pode ser usada somente estimulando-se a percepção de que o argumentador é rico, tal julgamento preconceituoso e estúpido é motivado ao se aproveitar da idolatria à riqueza, fama ou beleza estética. A validação de um argumento através do apelo à riqueza também pode ser dedutiva, nesse caso, o próprio receptor levará em consideração a estrutura financeira do argumentador. Ela pode não apenas se referir a status de pessoas que puderam gastar mais, ou que são mais belas ou mais famosas, por exemplo, quando o argumentador demonstra que se graduou em uma universidade muito cara, renomada ou estrangeira. Também refere-se a empresas, quando alguém decide pela compra de um determinado produto, considerando como fator primordial apenas a marca ou que a empresa seja renomada, que tenha a infraestrutura mais sofisticada, que tenha os produtos assinados por renomados designers estrangeiros, ou que tenha a publicidade realizada por ídolos do esporte ou da mídia.

### Estrutura lógica
A é rico
A defende B
Logo, B é verdadeiro
Em que:
A é o argumentador
B é a ideia defendida pelo argumentador

### Exemplos
- Se você é esperto, por que não é rico?
- Um milionário disse que se deve reduzir a população mundial em 80%, logo, devemos seguir a sua ideia.
- Você pode até criticar esse refrigerante, mas ele lucra milhões de reais a mais do que esse outro, logo, o primeiro refrigerante é o melhor.
- O meu tênis é mais caro que o seu, por isso, ele é muito mais confortável.
- Esse computador é mais caro, logo, é o mais adequado às minhas necessidades.
- Esse aparelho é mais caro, logo, oferecer-me-á mais funções.
- A mensalidade da escola em que meu filho estuda custa o dobro da sua, logo, ele terá uma formação melhor.
- As pessoas que frequentam essa igreja são mais importantes, portanto, os ensinamentos cristãos praticados por eles devem ser os mais corretos.